# Le Plan (salle de concert)
Pour les articles homonymes, voir Le Plan.
Le Plan est une salle de concert à Ris Orangis, dans l'Essonne au sud de Paris, ouverte depuis 1984.

## Historique
En 1982, Patrick Haddad, Joëlle Bourasseau et Didier Veillault, éducateurs et musiciens, cherchent à installer en région parisienne sur le modèle londonien un café-restaurant-rock où pourraient travailler des jeunes en difficulté. Après deux ans de tractations en Essonne et des dizaines de refus, la mairie communiste de Ris-Orangis accepte d'accueillir le projet et prête à l'équipe un local situé en bordure de la ville,. La salle ouvre le 7 décembre 1984 par un concert de Little Bob Story. 
En 1989, la salle s'agrandit et passe de 150 à 600 places. Elle programme durant les années 1990 une centaine de concerts par an, dont des noms prestigieux tels que les Ramones, Motörhead, les Stranglers, Dr Feelgood, Willy Deville, Alain Bashung, les Rita Mitsouko ou Noir Désir,.  Le 11 décembre 1994, Rory Gallagher y donne l'un des derniers concerts de sa carrière quelques mois avant son décès. En hommage au guitariste irlandais, la rue dans laquelle se situe Le plan est rebaptisée rue Rory Gallagher. 
Après deux décennies à proposer une programmation axée sur le rock, Le Plan déménage à proximité et s'agrandit en 2014 en élargissant sa programmation davantage à la soul, au blues, au jazz, et à l'électro. 

## Enregistrements
En 2022, le groupe Sloy sort l'album Electric Live 95/99, dont le titre Tubes a été enregistré au Plan en 1998.